# Вальденбух
Вальденбух (нім. Waldenbuch) — місто в Німеччині, знаходиться в землі Баден-Вюртемберг. Підпорядковується адміністративному округу Штутгарт. Входить до складу району Беблінген.
Площа — 22,70 км2. Населення становить 8748 ос. (станом на 31 грудня 2020).

## Економіка
У місті знаходиться компанія Alfred Ritter GmbH & Co. KG, що виготовляє шоколад під назвою Ritter Sport.

## Галерея

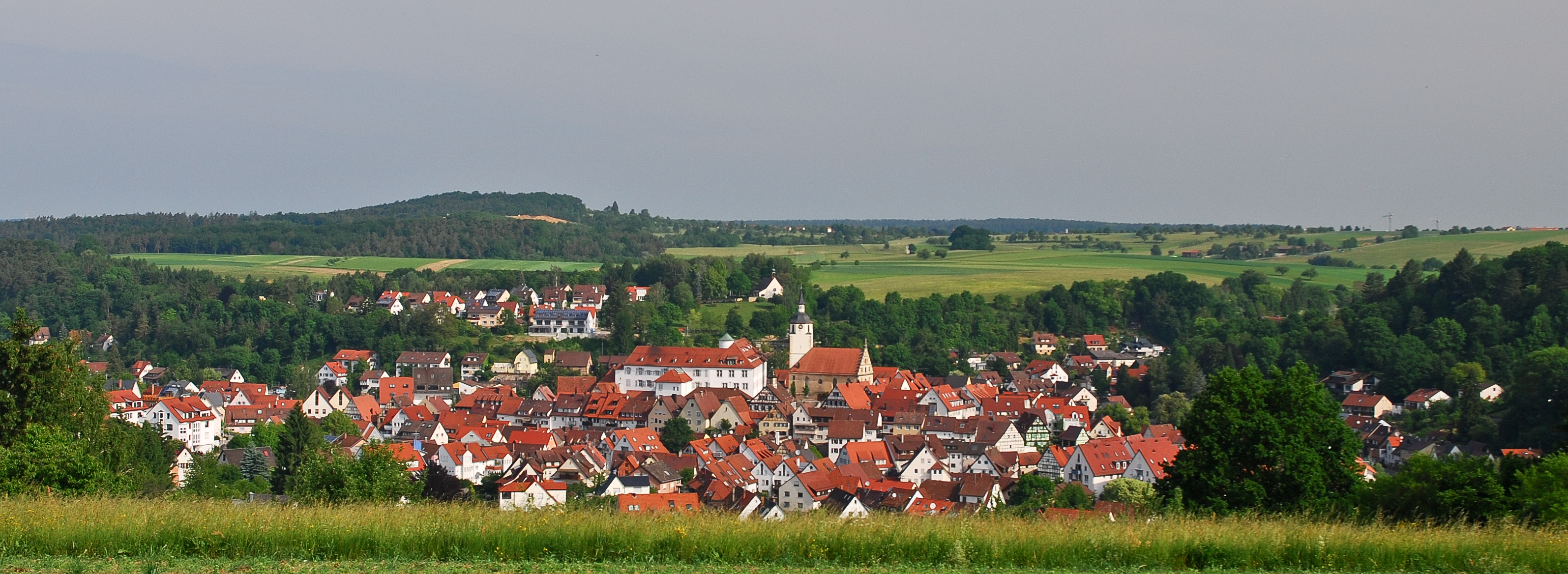
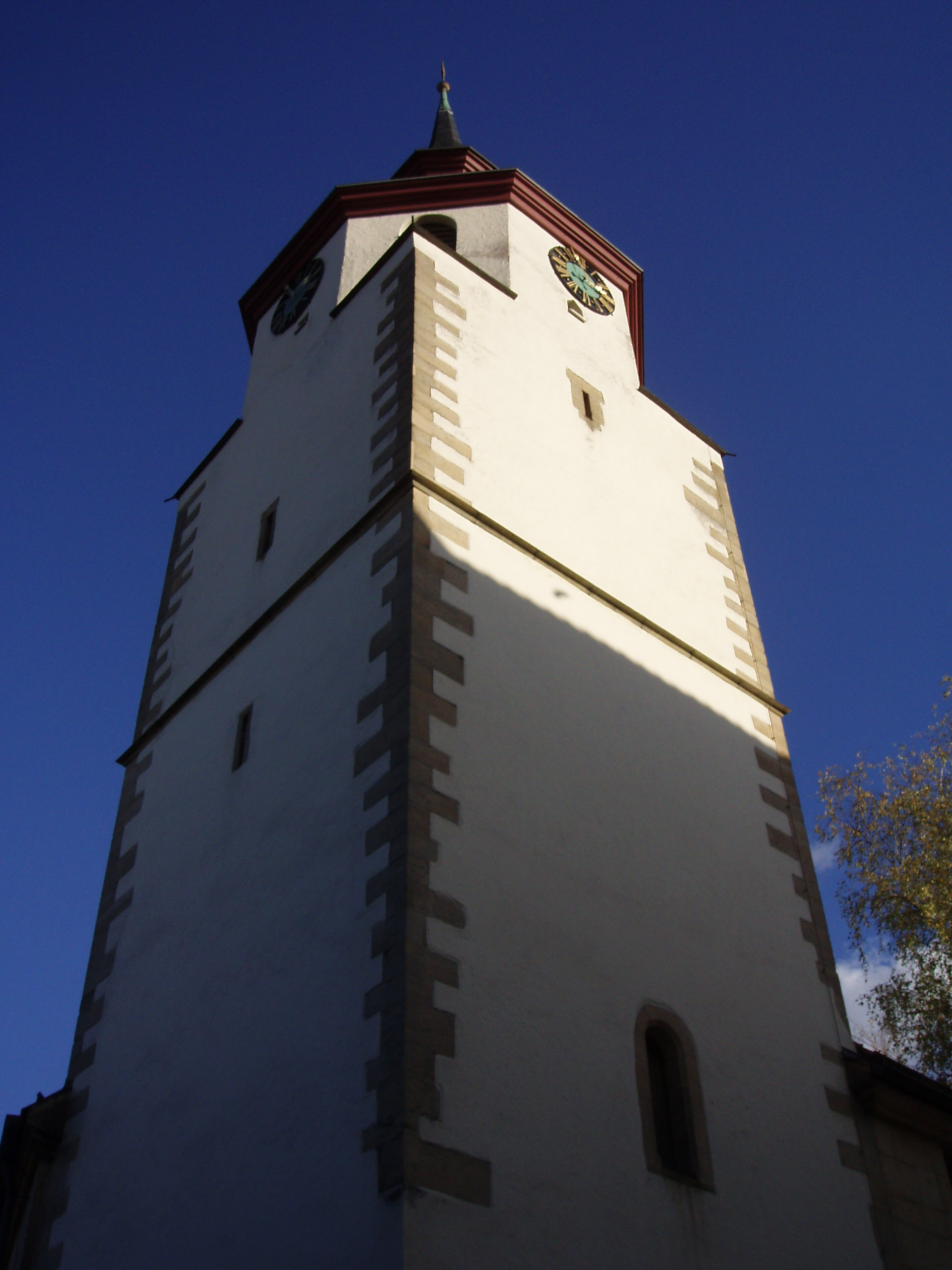
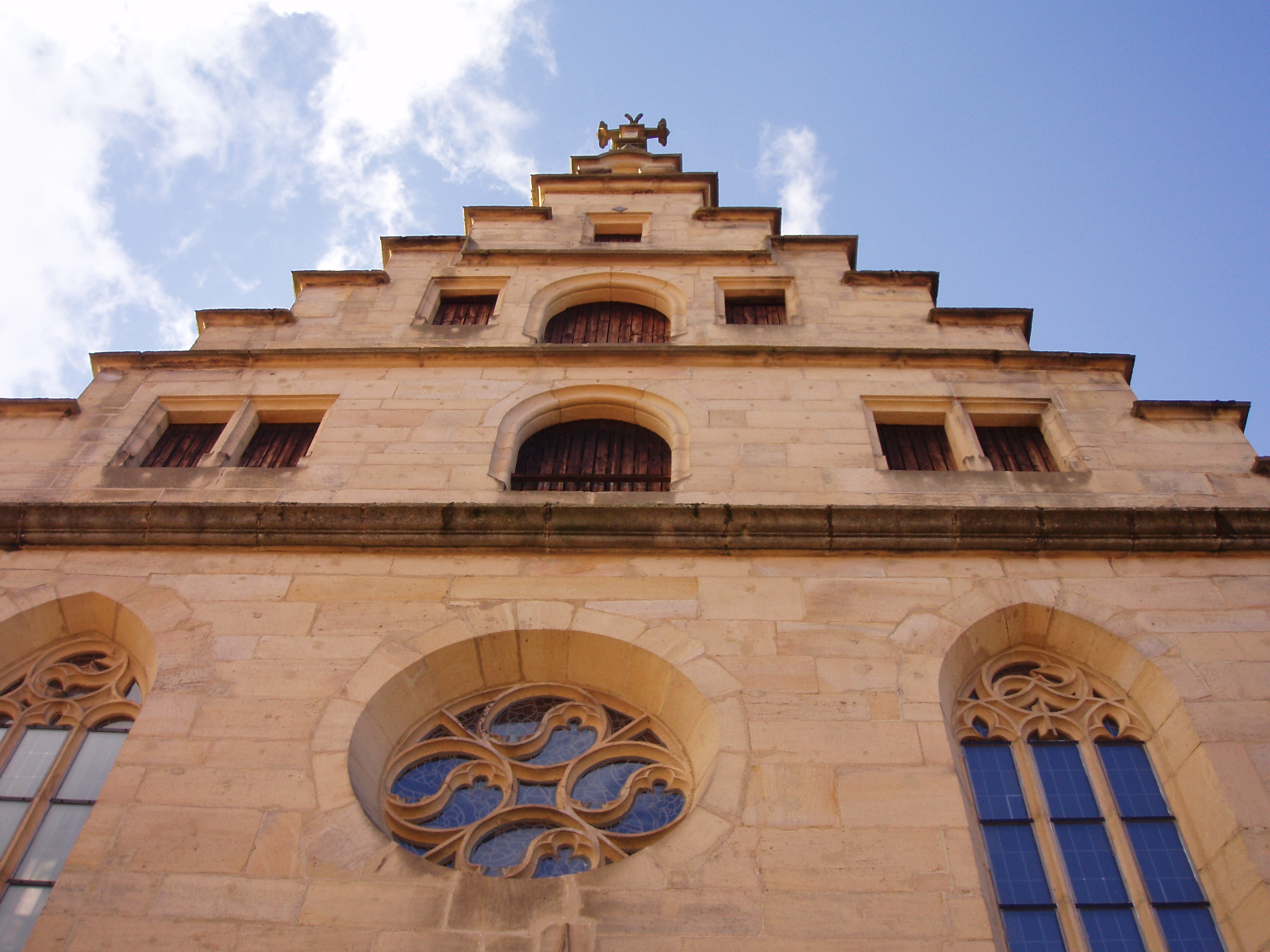
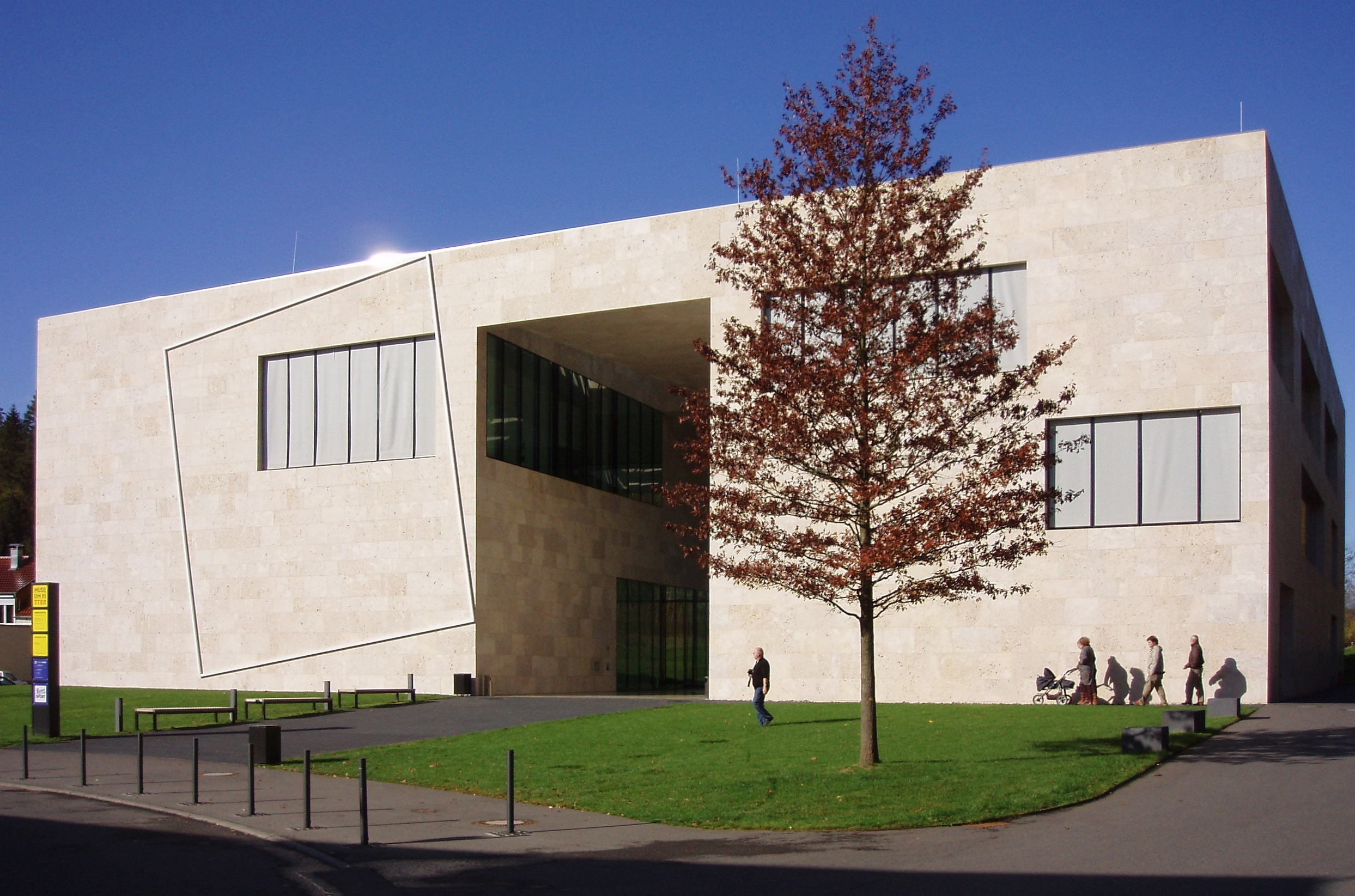
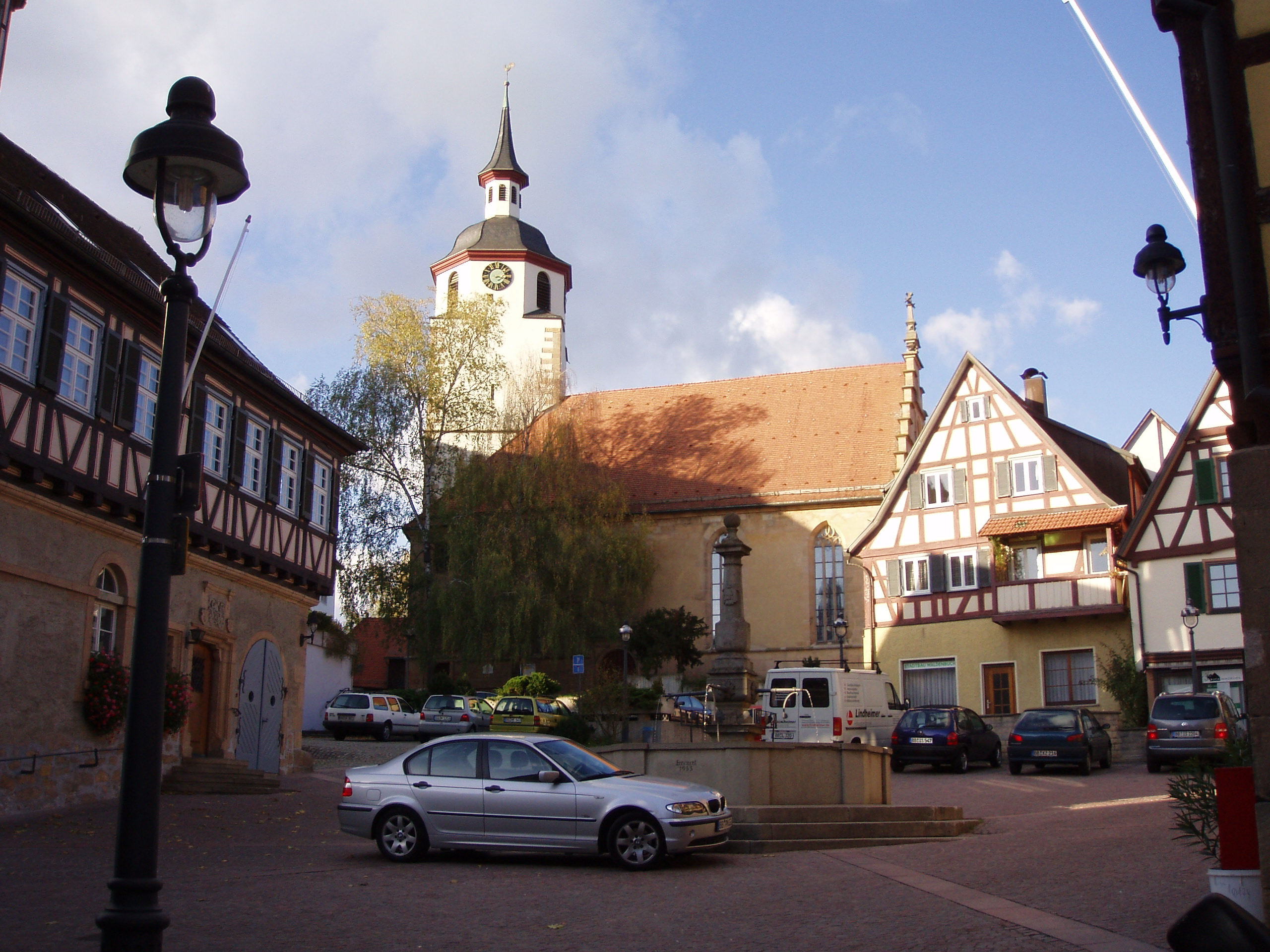
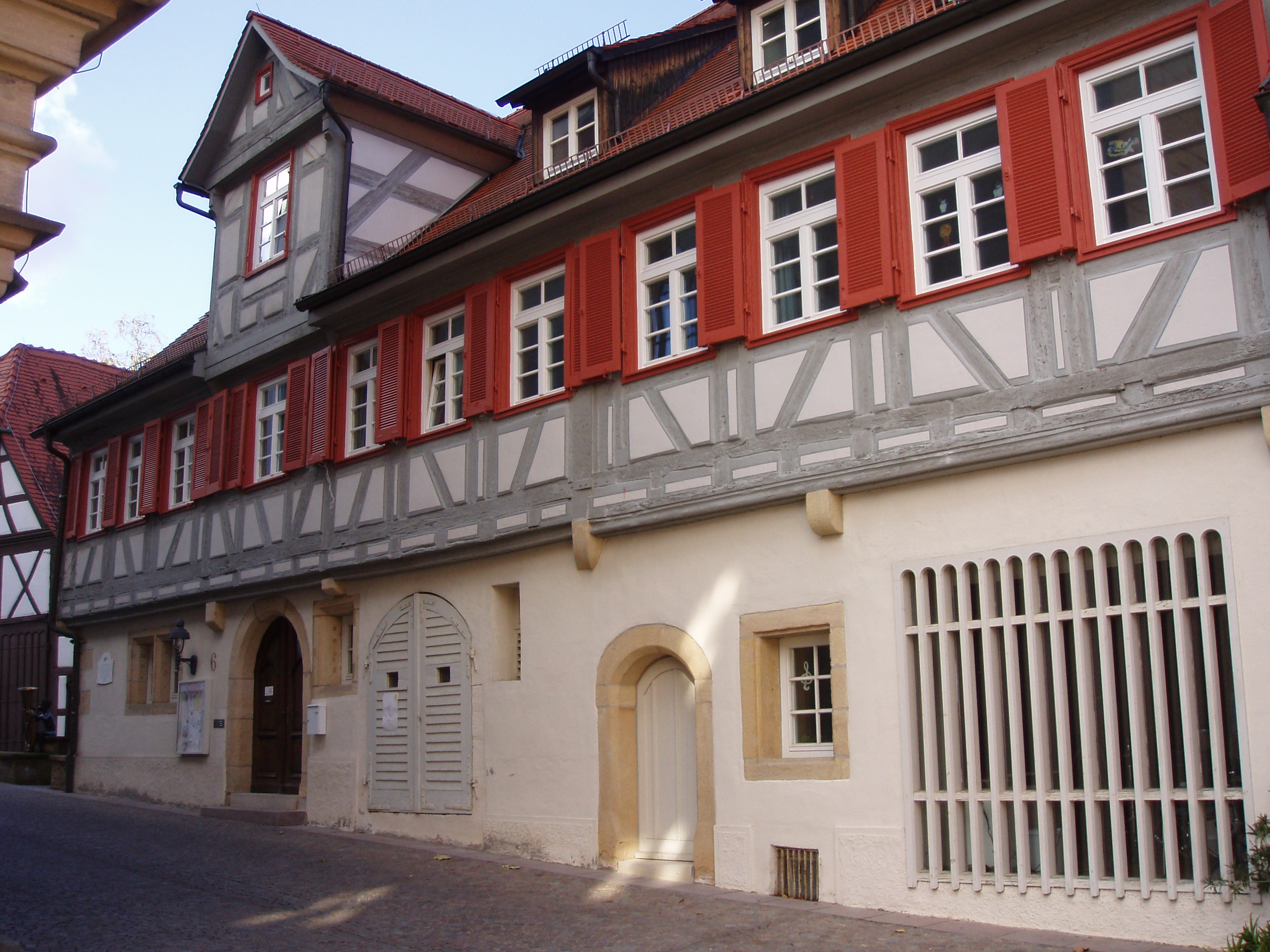